# Symplocarpus

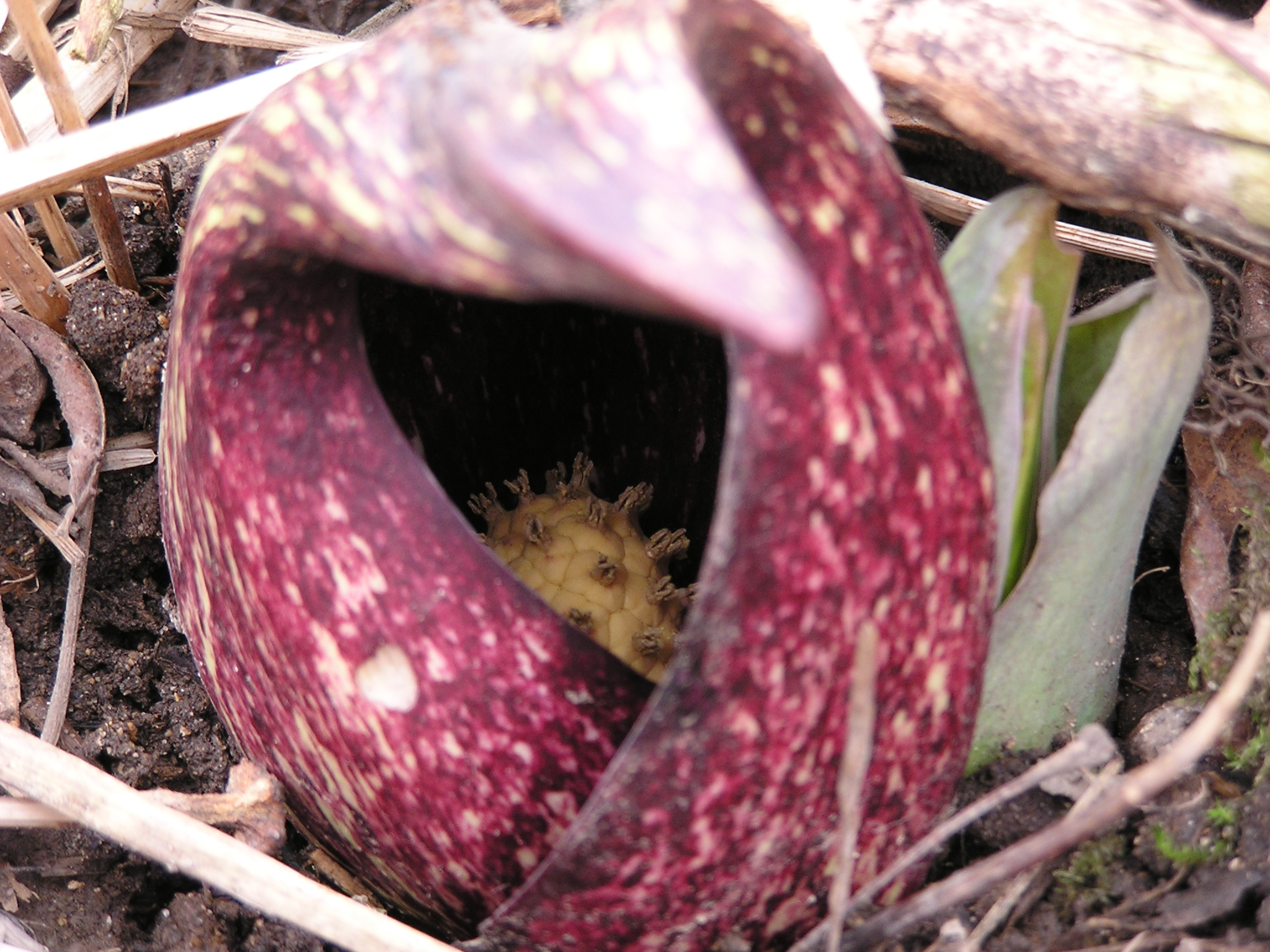
Symplocarpus foetidus.

Symplocarpus é um género de plantas com flor pertencente à família Araceae, com distribuição natural no nordeste da América do Norte e leste da Ásia.

## Descrição
O género Symplocarpus caracteriza-se por apresentar folhas grandes e um sistema radicular profundo, com raízes contrácteis usadas para alterar o nível da planta em relação à superfície do solo. As espécies de Symplocarpus são geófitos que crescem a partir de um rizoma e as suas folhas e caules libertam um odor desagradável quando esmagados.

## Espécies
O género Symplocarpus inclui as seguintes espécies: 
- Symplocarpus egorovii N.S.Pavlova & V.A.Nechaev - Primorye (Rússia)
- Symplocarpus foetidus (L.) Salisb. ex W.P.C.Barton - sueste do Canadá e nordeste dos Estados Unidos, do Tennessee ao Minnesota e Nova Scotia[6]
- Symplocarpus nabekuraensis Otsuka & K.Inoue - Mt. Nabekura, no oeste de Honshu (Japão]]
- Symplocarpus nipponicus Makino - Coreia, norte do Japão, nordeste da China
- Symplocarpus renifolius Schott ex Tzvelev - Extremo Oriente da Rússia, Coreia, norte do Japão, nordeste da China

A espécie mais conhecida é Symplocarpus foetidus, conhecida nos Estados Unidos e Canadá pelo nome comum de "skunk cabbage".